# Балла, Ольга Анатольевна
О́льга Анато́льевна Ба́лла (Ге́ртман) (род. 31 июля 1965, Москва, СССР) — российский литературный критик, эссеист. Редактор отдела философии и культурологии журнала «Знание — сила», редактор в журнале «Знамя», автор нескольких книг о культуре и литературе. Член Союза литераторов России.

## Биография
Ольга Балла родилась в городе Москве в 1965 году. Окончила исторический факультет Московского педагогического университета (1994), защитила диплом по психологии «Почерк как источник психологической информации».
Автор более полутора тысяч статей, эссе, интервью о литературе в журналах: «Новый мир», «Дружба народов», «Октябрь», «Знамя», The Art Newspaper Russia, на сайте «Радио Свобода», «Лиterraтура» и других.
Участница (консультант; автор словарных статей) проекта «Словарь культуры XXI века».

## Награды и премии
- Трижды лауреат журнала «Знание — сила» как автор лучшей публикации года: за 1998 год (статья «Власть слова и власть символа»), за 2000 год (цикл статей «Интеллектуальная мода XX века») и за 2004 год[1].
- В журнале «Лицейское и Гимназическое Образование» удостоилась номинации «Мозги года» за 2004 год[4].
- Лауреат премии журнала «Новый мир» за 2010 год в номинации «Критика».
- Лауреат конкурса «Автор года» сетевого портала «Заметки по еврейской истории» и журнала «Семь искусств» за 2018 год.
- Лауреат Всероссийской литературно-критической премии «Неистовый Виссарион» за 2019 год.
- Лауреат литературной премии «Независимой газеты» «НГ-EXLIBRIS» в номинации «Концепции» за 2021 год [5]

### Номинации
- 2013 — лонг-лист премии «Московский наблюдатель».
- 2015 — шорт-лист премии «Белла» в номинации «Литературно-критическое или биографическое эссе о современной поэзии».
- 2016 — шорт-лист премии «Московский наблюдатель».
- 2016 — лонг-лист премии «Писатель XXI века» (книга «Упражнения в бытии»).
- 2018 — шорт-лист премии «Московский наблюдатель».

### Статьи
- Слепки слепоты : рецензия / Балла, Ольга Анатольевна, Автор обозрения, рецензии (Reviewer) // Новый мир.— № 3, (1019).— 2010 (март). - С.200 - 203.— Рецензия на книгу: Homo mortalis - человек смертный: Альманах / Составитель:  Сергей Роганов. — М.: Печатные традиции, 2009.— 412 с.
- От зверька к ангелочку: три века американского детства : рецензия / Балла, Ольга Анатольевна, Автор обозрения, рецензии (Reviewer) // Новый мир.— № 6 , (1022).— 2010 (июнь). — С.190 - 194.— Рецензия на книгу:
- . Дети в доме: Материальная культура раннего детства. 1600 - 1900 / Перевод с английского О.Кошелевой, И. Савельевой, В.Безрогова.— М.: "Новое литературное обозрение", 2009.— 272 с.— (Культура повседневности.)
- Исповедальная культурология: особенности жанра : рецензия / Балла, Ольга Анатольевна, Автор обозрения, рецензии (Reviewer) // Новый мир.— № 9 , (1025).— 2010 (сентябрь). — С.191 - 195
- Иное: лаборатории, картография / Балла, Ольга Анатольевна, Автор обозрения, рецензии (Reviewer) // Новый мир.— № 12, (1028).— 2010 (декабрь). - С.195 - 198.- Рецензия на книгу: Ренате Лахманн. Дискурсы фантастического / Перевод с немецкого.—М.: Новое литературное обозрение, 2009.—384 с.— (Научное приложение.Вып.LXXIX.)
- Заклинающие огонь / Балла, Ольга Анатольевна, Автор (Author) // Знание - сила. —№ 2.—2012 (февраль). — С. 124 - 126
- Смерть в современном мире / Балла, Ольга Анатольевна, Автор (Author) // Знание - сила.— № 3.— 2012 (март). — С. 19 - 26
- Человек в переменах: право на поиск / Балла, Ольга Анатольевна, Автор (Author); Вишневский, Анатолий Григорьевич, Интервьюируемый (Interviewee)  // Знание - сила.— № 9.—2012 (сентябрь). — С. 92 - 99
- Историю делает душа : [рецензия] / Балла, Ольга Анатольевна, Автор (Author) // Знамя.— № 3—2013 (март). — С. 211 - 214.- Рецензия на книгу: Пустовая, В.Е. Толстая критика: Российская проза в актуальных обобщениях / Валерия Пустовая. - М.: РГТУ, 2012
- Костенеющая речь / Гусейнов, Гасан Чингизович, Автор (Author); Балла, Ольга Анатольевна, Автор (Author) // Знание - сила.— № 2.—2014 (февраль). — С. 98 - 102
- Прояснение человека : [рецензия] / Балла, Ольга Анатольевна, Автор обозрения, рецензии (Reviewer) // Знамя.— № 3.—2014 (март). — С. 218 - 220.— Рецензия на книгу:  Григорий Померанец, Зинаида Миркина. Работа любви: Лекции, прочитанные на рубеже веков.— М., СПб.: Центр гуманитарных инициатив, 2013
- Тёмным по светлому : [рецензия] / Балла, Ольга Анатольевна, Автор обозрения, рецензии (Reviewer) // Знание - сила.— № 3.— 2014 (март). - С. 114 - 117.— Рецензия на книгу: Михайлова, М.В. Эстетика молчания: Молчание как апофатическая форма духовного опыта.— М.: Никея,2011. — 320 с.— ISBN 5-352-01695-1
- Несколько его жизней : рецензия / Балла, Ольга Анатольевна, Автор обозрения, рецензии (Reviewer) // Знамя.— № 6.—2014 (июнь). — С. 221 - 224.- Рецензия на книгу: Михаил Горнунг. Зарницы памяти.— М.: Новый хронограф, 2013.— (От первого лица:история России в воспоминаниях, дневниках, письмах)
- Апокалипсис руководство к действию / Балла, Ольга Анатольевна, Автор (Author) // Знание - сила.— № 10.—2015 (октябрь). — С. 38 - 43, ил.
- Первая мировая лаборатория возможностей или колыбель катастрофы / Балла, Ольга Анатольевна, Автор (Author) // Знание - сила.— № 1.—2016 (январь). — С. 38 - 44, ил.
- Благодаря всему и несмотря ни на что / Балла, Ольга Анатольевна, Автор (Author) // Знание - сила.— № 11.—2016 (ноябрь). — С. 62 - 67
- "Из трагедии войны мы делаем конфетку в фантике" : 75 лет Победы / Балла, Ольга Анатольевна, Автор (Author) // Знание - сила.— № 6.—2020 (июнь). — С. 68 - 73
- Близки всем, всему чужой : к 145-летию со дня рождения Максимилиана Волошина / Балла, Ольга Анатольевна, Автор (Author) // Знание - сила.— № 6.—2022 (июнь). — С. 62 - 71; фото.
- Язык: сделай сам / Балла, Ольга Анатольевна, Автор (Author) // Знание - сила.— №3.—2024 (Март). — с. 18 - 28; ил.

## Отзывы
«Время сновидений», как сами сны, непредсказуемы, о многом, разном. О детстве и командорскими шагами подступающей старости, о московских районах и буквах алфавита. — Александр Чанцев
О книге «Дикоросль-5":

«Эти небольшие тексты (об их жанровой принадлежности под конец, простите) Ольги Балла регулярно и давно выходят в журнале «Семь искусств». Так же регулярно собираются они в книги. Та стабильность, которой можно только очень радоваться...» — Александр Чанцев

Книга Ольги Балла наглядно демонстрирует, как человек, живущий в социуме, извлекает из большой копилки знаний — культуры — всё, что он сочтёт значимым и сверхценным, и воспринимает наш мир через настройку внутренних и внешних эманаций.— Полина Жеребцова